# Duesme
Duesme – miejscowość i gmina we Francji, w regionie Burgundia-Franche-Comté, w departamencie Côte-d’Or. Przez miejscowość przepływa Sekwana.
Według danych na rok 1990 gminę zamieszkiwało 55 osób, a gęstość zaludnienia wynosiła 4 osoby/km² (wśród 2044 gmin Burgundii Duesme plasuje się na 855. miejscu pod względem liczby ludności, natomiast pod względem powierzchni na miejscu 705.).